# Franz von Schober

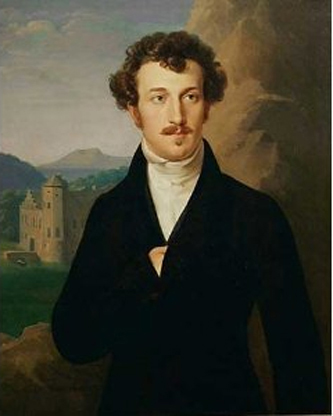
Schober y el castillo Torup, pintado por L. Kupelwieser

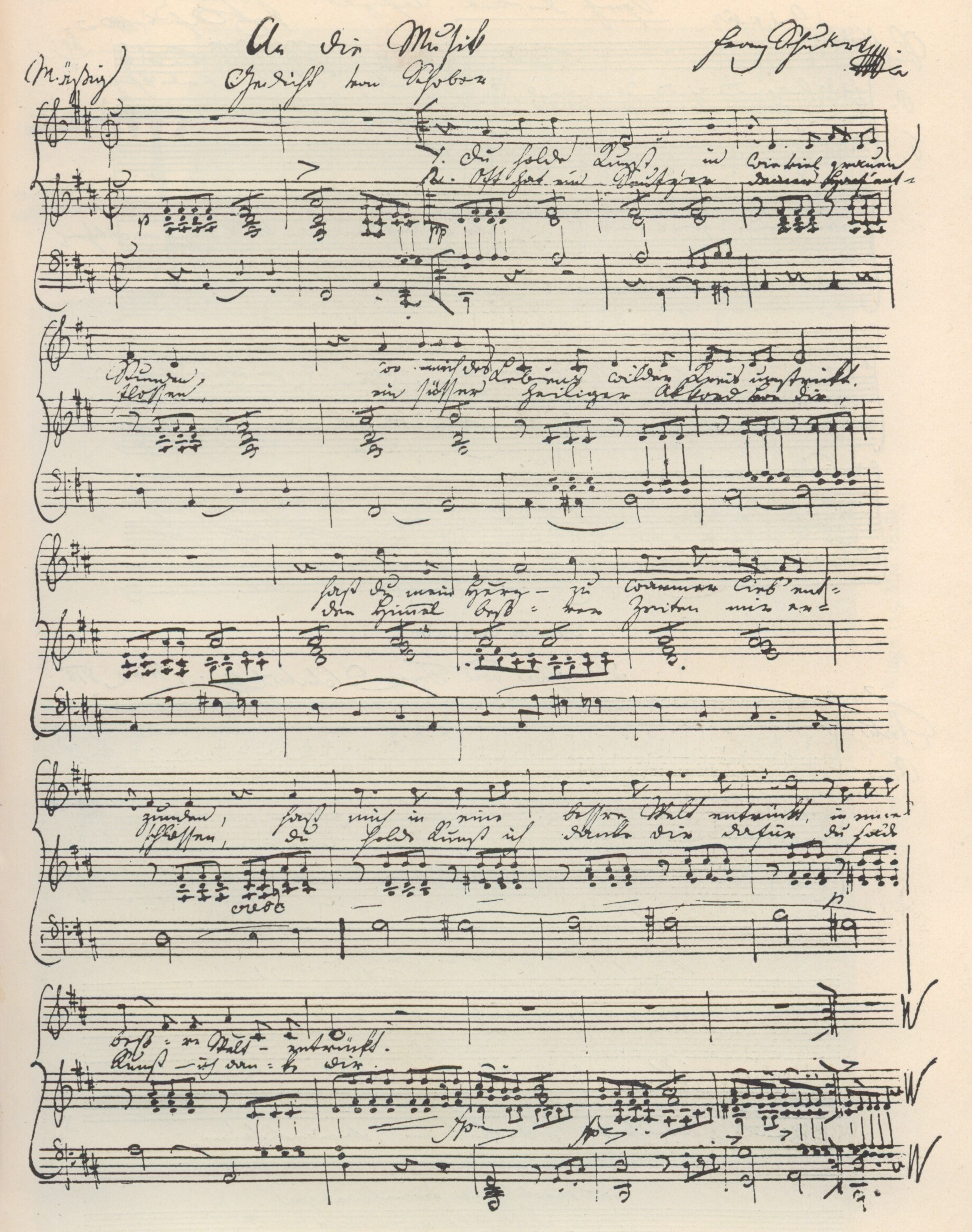
An die Musik – Manuscrito de Schubert sobre el poema de Schober

Franz Adolf Friedrich Schober, desde 1801 von Schober (castillo de Torup, Malmö, Suecia, 17 de mayo de 1796-Dresde, Alemania, 13 de septiembre de 1882), fue un poeta austriaco, libretista, litógrafo, actor en Breslavia y consejero en Weimar.
Schober nació en Suecia de padres austriacos. A partir de 1803 asistió a la escuela de secundaria en Schnepfenthal (Turingia, Alemania). Desde 1806 vivió en Austria, donde fue al Gymnasium Académico de Viena y en 1808 al de Kremsmünster. Regresó a Viena, donde empezó a estudiar filosofía en la Universidad y conoció al compositor Franz Schubert y a sus amigos Johann Mayrhofer, Joseph von Spaun y los pintores Leopold Kupelwieser y Moritz von Schwind. Entre 1823 y 1825, Schober fue actor de teatro en Breslau bajo el seudónimo de "Torupson". En la década de 1840, Schober tuvo un contacto cercano con Franz Liszt. En 1856, a la edad de 55 años, se casó con la escritora Thekla von Gumpert, de 46, con la que estuvo casado 4 años. Después vivió en Budapest, Múnich y Dresde.
Schober es conocido por haber escrito para Franz Schubert el libretto de la ópera Alfonso und Estrella y otras piezas vocales, como An die Musik.

## Publicaciones
- Poesía (1842)
- Poesía (1865)